# Хюфлер
Хюфлер (нем. Hüffler) — община в Германии, в земле Рейнланд-Пфальц. 
Входит в состав района Кузель. Подчиняется управлению Глан-Мюнхвайлер.  Население составляет 570 человек (на 31 декабря 2010 года). Занимает площадь 3,65 км².